# Marily dos Santos
Marily dos Santos, född 5 februari 1978, är en friidrottare från Brasilien. Hon deltog vid olympiska sommarspelen 2008 och olympiska sommarspelen 2016.